# Andrea Zambonin
Andrea Zambonin (Vicenza, 3 settembre 2000) è un rugbista a 15 italiano, seconda linea delle Zebre.

## Biografia
Vicentino, dopo essersi formato rugbisticamente nel club della sua città entrò nell'accademia federale FIR di Brescia, e iniziò la trafila nelle nazionali giovanili nel ruolo di seconda linea.
Dopo un biennio a Calvisano, fu ingaggiato a Parma dalle Zebre nel 2021.
L'esordio in nazionale avvenne sotto la gestione di Kieran Crowley contro l'Inghilterra a Roma nel corso del Sei Nazioni 2022; benché non abbia preso parte alla Coppa del Mondo di rugby 2023, è rimasto nell'orbita della squadra maggiore e il nuovo CT Gonzalo Quesada l'ha utilizzato nel corso del 2024 nel Sei Nazioni e le serie estive in tour, occasione, quest'ultima, in cui sono giunti i suoi primi punti internazionali, a Sapporo contro il Giappone.